# فيكتور موراليس مورا
فيكتور موراليس مورا (بالإسبانية: Víctor Morales Mora)‏ هو محامي وسياسي كوستاريكي، ولد في 10 فبراير 1958 في سان خوسيه في كوستاريكا. حزبياً، نشط في Social Christian Unity Party ‏.